# 라브도덴드론속
라브도덴드론속(Rhabdodendron屬, 학명: Rhabdodendron 라브도덴드론[*])은 석죽목의 단형 과인 라브도덴드론과(Rhabdodendron科, 학명: Rhabdodendraceae 라브도덴드라케아이[*])의 유일한 속이다. 열대 남아메리카에 자생하는 나무 2-3종으로 이루어져 있다.
겨우 지난 십여 년 사이에 인정받기 시작했다. 2003년 APG II 분류 체계(1998년 APG 분류 체계와 다르지 않음.)는 이 과를 진정쌍떡잎식물군의 석죽목에 할당했다. 1981년 크론퀴스트 분류 체계는 이 과를 장미목으로 분류했다. 라브덴드론과가 생성되기 전까지, 라브덴드론속은 역사적으로 분류학적인 위치상, 매우 까다로운 역사를 가지고 있었다.

## 하위 분류
- R. amazonicum (Spruce ex Benth.) Huber
- R. gardnerianum (Benth.) Sandwith
- R. macrophyllum (Spruce ex Benth.) Huber